# Novaya Zemlya

Novaya Zemlya

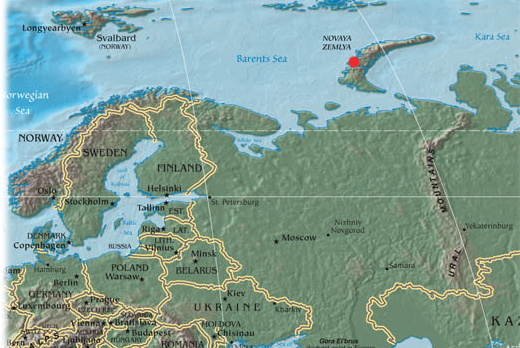
Vị trí ở phía bắc châu Âu

Novaya Zemlya (tiếng Nga: Но́вая Земля́, còn được viết là Novaja Zemlja) là một quần đảo thuộc Bắc Băng Dương phía bắc liên bang Nga và nằm tại cực đông bắc châu Âu ở mũi Zhelaniya. Quần đảo này được quản lý bởi tỉnh Arkhangelsk và được gọi là Lãnh thổ đảo Novaya Zemlya. Dân số quần đảo là 2,716 người (ước tính năm 2002). Ngoài ra có 100 người Nenets sinh sống ở đây, đây là những người bản địa sống dựa chủ yếu vào đánh bắt cá, săn gấu bắc cực và hải cẩu.
Novaya Zemlya bao gồm hai hòn đảo, được ngăn cách bởi eo biển Matochkin, và một vài đảo nhỏ khác. Hai đảo chính là Severny (phía bắc) và Yuzhny (phía nam). Novaya Zemlya chia cách biển Barents với biển Kara. Tổng diện tích đất là 90,650 km².
Novaya Zemlya từng là một vùng quân sự nhạy cảm trong thời kỳ Chiến tranh Lạnh, nơi Lực lượng Không quân Liên Xô đóng ở căn cứ không quân Rogachevo ở phần phía nam hòn đảo. Nơi đây được sử dụng cho các hoạt động của máy bay tiêm kích đánh chặn cũng như cung cấp hậu cần cho khu vực thử hạt nhân gần đó. Hòn đảo này là nơi diễn ra vụ nổ Tsar Bomba, vụ nổ bom hạt nhân lớn nhất từng được thực hiện trong lịch sử.

## Liên kết
- Selected satellite views of nuclear test site Novaya Zemlya (global security).
- Environment, climate change, and history of exploration (Barents' wintering).
- Rozenberg Publishers - Climate and glacial history of the Novaya Zemlya Archipelago, Russian Arctic Lưu trữ ngày 19 tháng 7 năm 2004 tại Wayback Machine
- Nuclear tests in Novaya Zemlya, International Atomic Energy Agency Department of Nuclear Safety and Security.
- List of islands (Russian language)